# Каменное (озеро, исток Каменки)
Каменное — озеро на территории Костомукшского городского округа Республики Карелии.

## Общие сведения
Площадь озера — 3,1 км², площадь водосборного бассейна — 13,9 км². Располагается на высоте 229,4 метров над уровнем моря.
Форма озера лопастная. Берега изрезанные, каменисто-песчаные.
Из залива на северо-восточной стороне озера вытекает река Каменка, впадающая в реку Хейняйоки. Последняя впадает в реку Толлойоки, которая в свою очередь впадает в озеро Верхнее Куйто.
В южной части озера расположен один относительно крупный (по масштабам водоёма) остров без названия.
Озеро расположено в 0,9 км от Российско-финляндской границы.
Код объекта в государственном водном реестре — 02020000811102000004036.